# На игле (фильм)
«На игле» (англ. Trainspotting) — фильм британского режиссёра Дэнни Бойла, снятый по одноимённому роману Ирвина Уэлша. Действие фильма происходит в Эдинбурге и в Лондоне, это история четырёх друзей, которых связывает лишь наркотическая зависимость, доводящая каждого до последней черты.
Это второй полнометражный фильм Дэнни Бойла, после дебютной ленты «Неглубокая могила» (1994). В 2004 году фильм был признан лучшим шотландским фильмом всех времен. Также компанией HMV «На игле» был признан лучшим британским фильмом за последние 60 лет.
Продолжение — фильм «T2: Трейнспоттинг» (2017).

## Сюжет
Повествование ведётся от имени типичного «героя нашего времени», молодого шотландца Марка Рентона. Марк (Рыжий) — 26-летний безработный наркоман, который употребляет героин и часто проводит время со своими друзьями: Дэниелом (Кочерыжкой), фанатом фильмов о Джеймсе Бонде — Саймоном (Кайфоломом), Томми и Фрэнсисом (Франко) Бегби. Хоть Бегби не употребляет наркотики, но является неуравновешенным дебоширом. Марк весь фильм рассуждает о бренности всего, и вместо того чтобы «выбрать жизнь», он выбрал героин, но одновременно и безуспешно пытается «завязать» с ним.
Однажды в ночном клубе Марк знакомится с девушкой Дианой, а после спит с ней. Наутро он узнает, что она несовершеннолетняя школьница и поневоле начинает с ней встречаться, чтобы она не заявила в полицию. В то же время Томми бросает его девушка из-за того, что он по случайности потерял кассету, где записано их занятие сексом (на самом деле её взял без спроса Марк). Из-за этого Томми подсаживается на наркотики. Через некоторое время у Кайфолома умирает маленькая дочь, но даже это событие не останавливает друзей от дальнейшего прожигания жизни. Чтобы добывать деньги на покупку наркотиков, они вовсю начинают промышлять кражей и ограблениями. Вскоре Марка и Кочерыжку арестовывают за кражу в магазине, Кочерыжку приговаривают к 6 месяцам лишения свободы, а Марка освобождают из-за его вступления в программу заместительной терапии. В тот же день после суда Марк снова употребляет героин, и у него случается передозировка. Марка откачивают в больнице, и родители серьезно берутся за его здоровье. Они запирают сына в спальне, где он переживает сильную ломку. У Марка начинаются галлюцинации, где он видит угрожающего ему Бегби, прикованного к цепи Кочерыжку в тюремной форме, мертвую дочь Кайфолома и сильно потрёпанного Томми. Пройдя период ломки, Марк проверяется на тест ВИЧ, несмотря на годы совместного использования шприцев с другими наркоманами, тест Марка отрицательный.

Бросив наркотики, Марк впадает в депрессию и лишается смысла жизни. Он посещает Томми, который сильно пристрастился к героину и получил положительный результат теста на ВИЧ. После, по совету Дианы, Марк переезжает в Лондон и устраивается агентом по продаже недвижимости, он начинает наслаждаться своей новой трезвой жизнью и переписывается с Дианой, которая держит его в курсе событий в Эдинбурге. Но нарушает идиллию Бегби, которого теперь разыскивают за вооруженное ограбление и который решает укрыться в квартире Марка. Вскоре к ним приезжает Кайфолом, ставший сутенером и мелким торговцем наркотиками. Вскоре приходит известие о смерти Томми. Проходит несколько часов и Бегби, Кайфолом и Кочерыжка подговаривают Марка вернуться вместе с ними в Лондон и продать 2 килограмма героина от русских поставщиков крупному дилеру за 16 000 фунтов стерлингов. При этом они принуждают Марка протестировать товар на себе. Сделка проходит успешно и четверка празднует это в пабе, там Марку приходит идея — украсть сумку с деньгами, Кочерыжка отказывается, мотивированный страхом перед Бегби. Ночью Марк незаметно крадет сумку и бросает своих друзей в номере отеля. Наутро разъяренный Бегби крушит мебель в номере, а после его арестовывают. Фильм заканчивается монологом Марка: 
Так почему я это сделал? Могу предложить миллион ответов, и все неверные. Правда в том, что я подлец. Но я исправлюсь. Обязательно исправлюсь. Больше такого не повторится. Я очищаюсь и иду вперед, иду по прямой дороге и выбираю жизнь. Я уже знаю, как это будет. Я буду таким, как вы: работа, семья, телеящик на полстены, стиральная машина, тачка, музыкальный центр, электрооткрывалка, здоровье, еда без холестерина, медицинская страховка, недвижимость, дом, шмотки для отдыха, костюм-тройка, «Сделай сам», телеигры, дерьмовая жратва, дети, прогулки в парке, работа с девяти до пяти, партия в гольф, мойка машины, набор свитеров, семейное Рождество, пенсии повышение, от налогов освобождение, клизма в заднице, прозябание, смерти вечное ожидание.
В заключительной сцене Кочерыжка находит в депозитарной ячейке 4000 фунтов стерлингов, оставленные Марком для него.

## В ролях
| Актёр            | Роль                                                       |
| ---------------- | ---------------------------------------------------------- |
| Юэн Макгрегор    | Марк Рентон («Рыжий» «Рентс»)                              |
| Юэн Бремнер      | Дэниел Мерфи («Картошка», либо «Кочерыжка», «Обрубок»)     |
| Джонни Ли Миллер | Саймон Уильямсон («Псих», «Дохлый», «Кайфолом», «Больной») |
| Роберт Карлайл   | Фрэнсис Бегби «Франко», «Попрошайка»                       |
| Кевин Маккидд    | Томми Маккензи                                             |
| Келли Макдональд | Диана                                                      |
| Питер Маллан     | Джонни Свон «Мать-Настоятельница», «Белый Лебедь»          |
| Джеймс Космо     | мистер Рентон                                              |
| Айлин Николас    | миссис Рентон                                              |
| Сьюзан Видлер    | Эллисон                                                    |
| Полин Линч       | Лиззи                                                      |
| Ширли Хендерсон  | Гейл                                                       |
| Ирвин Уэлш       | Майки Форрестер                                            |

## Производство
Хотя действие фильма происходит в Эдинбурге, большинство сцен были сняты в Глазго.
Чтобы сыграть человека, сидящего на наркотиках, Макгрегору пришлось сидеть на диете, которая исключала любые алкогольные и молочные продукты. Лишь через два месяца ему удалось сбросить вес.

## Адаптация
В фильм не вошла сцена из романа, давшая название книге, — трейнспоттинг, в которой Марк и Бегби используют здание старого заброшенного железнодорожного вокзала, где уже давно не ходят поезда, в качестве туалета, и где Марк догадывается, что старый бомж, пошутивший насчёт трейнспоттинга («что, ребятки, пришли на поезда посмотреть?»), является отцом Бегби. Однако данная сцена была включена в продолжение фильма — «Т2: Трейнспоттинг», выход которого состоялся в 2017 году.

## Саундтрек
По выходе фильма был выпущен одноимённый альбом со звуковой дорожкой, на котором были представлены Iggy Pop, Underworld, Leftfield, Blur, Primal Scream, Pulp, New Order, Elastica и другие. Трек Underworld «Born Slippy» в 2008 году был признан английским журналом MixMag лучшим танцевальным треком 25-летия.
По следам успеха звуковой дорожки в 1997 году был выпущен второй, дополнительный альбом, в основном состоящий из музыки, которая в фильме не исполнялась.

### Красный диск
1. Iggy Pop — Lust For Life
2. Brian Eno — Deep Blue Day
3. Primal Scream — Trainspotting
4. Sleeper — Atomic
5. New Order — Temptation
6. Iggy Pop — Nightclubbing
7. Blur — Sing
8. Lou Reed — Perfect Day
9. Pulp — Mile End
10. Bedrock feat. KYO — For What You Dream Of
11. Elastica — 2 : 1
12. Leftfield — A Final Hit
13. Underworld — Born Slippy
14. Damon Albarn — Closet Romantic

### Зелёный диск
1. PF Project — Choose Life
2. Iggy Pop — The Passenger
3. Underworld — Dark And Long (Dark Train Mix)
4. «Хабанера» (ария из оперы «Кармен»)
5. Sleeper — Statuesque
6. David Bowie — Golden Years
7. Ice MC — Think About The Way
8. Leftfield — A Final Hit
9. Heaven 17 — Temptation
10. Iggy Pop — Nightclubbing (Remix)
11. Fun Boy Three — Our Lips Are Sealed
12. Primal Scream — Come Together
13. Joy Division — Atmosphere
14. Goldie — Inner City Life
15. Underworld — Born Slippy/NUXX (Mix)

## Оценки и награды
По сообщению газеты The Times, в 2012 году фильм «На игле» был признан лучшим британским фильмом за последние 60 лет по результатам опроса, приуроченного к празднованию 60-летия со дня восшествия королевы Елизаветы II на британский престол. Голосование проводилось компанией HMV в течение месяца, и в нём приняли участие более 24 тысяч жителей Великобритании.
Автор сценария фильма Джон Ходж был удостоен премии Британской академии кино и телевизионных искусств за лучший сценарий, а также выдвигался на премию «Оскар» в номинации «Лучший адаптированный сценарий».

## Продолжение
В 2007 году Дэнни Бойл сообщил о своём намерении снять сиквел фильма, основанный также на книге Уэлша — «Порно», которая написана как продолжение романа «На игле». Предполагалось, что действие новой картины, как и в книге, будет происходить спустя 10 лет после событий первого фильма.
Юэн Макгрегор, который исполнял в оригинальной картине главную роль, дал согласие на съёмки.
Тем не менее между Макгрегором и Бойлом существовали трения ещё с того времени, когда режиссёр предпочёл отдать главную роль в фильме «Пляж» (2000) Леонардо Ди Каприо. Лишь в 2014 году, по словам Уэлша, Бойл и Макгрегор уладили разногласия.
Российская премьера фильма-продолжения под названием «T2: Трейнспоттинг» состоялась 8 марта 2017 года.